# Serie A2 2015-2016 (pallacanestro maschile)
La Serie A2 2015-2016 è stata la terza edizione del massimo livello dilettantistico del Campionato italiano di pallacanestro, dopo la riforma avvenuta nell'estate 2013.
Il torneo è stato vinto dalla Leonessa Brescia che, sconfiggendo nella finale playoff per 3-2 la Fortitudo Bologna, ha conquistato la promozione in Serie A, che alla città lombarda mancava dalla stagione 1987-1988. Al termine della stagione regolare sono retrocesse in Serie B l'Olimpia Matera, il Basket Barcellona e, dopo il play-out, la Fulgor Omegna.

## Stagione

### Novità
Al campionato prendono parte 32 squadre suddivise in due gironi paritetici, secondo divisione geografica, denominati "Est" ed "Ovest".
Dalla Serie A proviene la Virtus Roma, che ha rinunciato all'iscrizione alla Serie A 2015/16, prendendo così il posto della Juvecaserta Basket (retrocessa sul campo nella stagione 2014/15 e successivamente ripescata nella massima serie).
A sostituire Fulgor Libertas Forlì e Veroli Basket (fallite nel corso della stagione 2014/15) e Pallacanestro Piacentina (retrocessa sul campo in Serie B); sono ammesse le neopromosse NPC Rieti, Fortitudo Bologna e Mens Sana Siena 1871.
Prima dell'inizio della stagione è stato escluso l'Azzurro Napoli Basket 2013. Al posto della formazione partenopea è stata ripescata dalla Serie B la Polisportiva Basket Agropoli.

### Formula
Le squadre di ciascun girone si affrontano in una prima fase di qualificazione (denominata Regular Season) con gare di andata e ritorno. In base alla classifica finale:
- Le squadre classificate dal 1º all'8º posto di ogni girone accedono ai Play Off incrociati che determinano un'unica promozione in Serie A. I Play Off si svolgono secondo il seguente schema di abbinamento: 
  - 1ª classificata Girone Est - 8ª classificata Girone Ovest
  - 2ª classificata Girone Est - 7ª classificata Girone Ovest
  - 3ª classificata Girone Est - 6ª classificata Girone Ovest
  - ecc.
- Le squadre classificate al 14º e 15º posto di ogni girone accedono ai Play Out incrociati che determinano una retrocessione in Serie B. I Play Out si svolgono secondo il seguente schema di abbinamento: 
  - 14ª classificata Girone Est - 15ª classificata Girone Ovest
  - 14ª classificata Girone Ovest - 15ª classificata Girone Est
- Le squadre classificate al 16º ed ultimo posto di ogni girone retrocedono direttamente in Serie B.
- Le squadre classificate dal 9º al 13º posto di ogni girone sono ammesse di diritto alla prossima Serie A2.

## Stagione regolare

### Serie A2 Est

#### Squadre partecipanti
| Squadra            | Stagione | Città                | Palazzetto               | Stagione precedente                               |
| ------------------ | -------- | -------------------- | ------------------------ | ------------------------------------------------- |
| Fortitudo Bologna  | dettagli | Bologna              | PalaDozza                | 3º posto in Serie B Girone B, promossa ai playoff |
| Leonessa Brescia   | dettagli | Brescia              | PalaGeorge (Montichiari) | 2º posto in Serie A2 Gold                         |
| Pall. Chieti       | dettagli | Chieti               | PalaTricalle             | 7º posto in Serie A2 Silver                       |
| Pall. Ferrara 2011 | dettagli | Ferrara              | Palasport di Ferrara     | 2º posto in Serie A2 Silver                       |
| A. Costa Imola     | dettagli | Imola                | PalaRuggi                | 12º posto in Serie A2 Silver                      |
| Aurora Jesi        | dettagli | Jesi                 | PalaTriccoli             | 13º posto in Serie A2 Gold                        |
| Legnano Basket     | dettagli | Legnano              | PalaBorsani              | 13º posto in Serie A2 Silver                      |
| Mantova            | dettagli | Mantova              | PalaBam                  | 9º posto in Serie A2 Gold                         |
| Olimpia Matera     | dettagli | Matera               | PalaSassi                | 15º posto in Serie A2 Silver                      |
| Basket Ravenna     | dettagli | Ravenna              | Pala De André            | 5º posto in Serie A2 Silver                       |
| Recanati           | dettagli | Recanati             | PalaCingolani            | 3º posto in Serie A2 Silver                       |
| Pall. Roseto       | dettagli | Roseto degli Abruzzi | PalaMaggetti             | 11º posto in Serie A2 Silver                      |
| Blu Treviglio      | dettagli | Treviglio            | PalaFacchetti            | 4º posto in Serie A2 Silver                       |
| Universo Treviso   | dettagli | Treviso              | PalaVerde                | 1º posto in Serie A2 Silver                       |
| Pall. Trieste      | dettagli | Trieste              | PalaTrieste              | 7º posto in Serie A2 Gold                         |
| Scaligera Verona   | dettagli | Verona               | AGSM Forum               | 1º posto in Serie A2 Gold                         |

#### Classifica
|  | Pos. | Squadra                           | Pt | G  | V  | P  | PtF  | PtS  | Diff. |
|  | ---- | --------------------------------- | -- | -- | -- | -- | ---- | ---- | ----- |
|  | 1.   | De' Longhi Treviso                | 44 | 30 | 22 | 8  | 2292 | 2094 | +198  |
|  | 2.   | C. del Latte-Amica Natura Brescia | 42 | 30 | 21 | 9  | 2359 | 2247 | +112  |
|  | 3.   | Dinamica Generale Mantova         | 42 | 30 | 21 | 9  | 2313 | 2209 | +104  |
|  | 4.   | Andrea Costa Imola                | 38 | 30 | 19 | 11 | 2281 | 2236 | +45   |
|  | 5.   | Mec-Energy Roseto                 | 38 | 30 | 19 | 11 | 2540 | 2411 | +129  |
|  | 6.   | Alma-Ag. per il Lavoro Trieste    | 36 | 30 | 18 | 12 | 2318 | 2207 | +111  |
|  | 7.   | Eternedile Bologna                | 36 | 30 | 18 | 12 | 2273 | 2133 | +142  |
|  | 8.   | Tezenis Verona                    | 32 | 30 | 16 | 14 | 2086 | 1954 | +132  |
|  | 9.   | OraSì Ravenna                     | 32 | 30 | 16 | 14 | 2213 | 2169 | +44   |
|  | 10.  | Remer Treviglio                   | 30 | 30 | 15 | 15 | 2298 | 2281 | +17   |
|  | 11.  | Bondi Ferrara                     | 28 | 30 | 14 | 16 | 2312 | 2323 | -11   |
|  | 12.  | Proger Chieti                     | 24 | 30 | 12 | 18 | 2157 | 2189 | -32   |
|  | 13.  | Europromotion Legnano             | 20 | 30 | 10 | 20 | 2212 | 2348 | -136  |
|  | 14.  | Betulline Jesi                    | 16 | 30 | 8  | 22 | 2161 | 2434 | -273  |
|  | 15.  | Basket Recanati                   | 16 | 30 | 8  | 22 | 2238 | 2337 | -99   |
|  | 16.  | Bawer Matera                      | 6  | 30 | 3  | 27 | 2139 | 2620 | -481  |

Legenda:
      Partecipante ai play-off.
 Promossa dopo i play-off in Serie A 2016-2017.
      Partecipante ai play-out.
      Retrocessa direttamente in Serie B 2016-2017.
Regolamento:
Due punti a vittoria, zero a sconfitta.
In caso di arrivo a pari punti, contano gli scontri diretti e la classifica avulsa.
Note:

#### Risultati
| Risultati                    | BOL    | BRE   | CHI   | FER    | IMO   | JES   | LEG    | MAN   | MAT    | RAV   | REC   | ROS    | TVG   | TVS   | TRI    | VER   |
| ---------------------------- | ------ | ----- | ----- | ------ | ----- | ----- | ------ | ----- | ------ | ----- | ----- | ------ | ----- | ----- | ------ | ----- |
| Fortitudo Bologna            |        | 86-75 | 82-61 | 74-68  | 86-81 | 86-75 | 93-71  | 64-67 | 94-50  | 75-60 | 99-77 | 73-65  | 74-57 | 85-78 | 72-74  | 77-69 |
| Basket Brescia Leonessa      | 74-71  |       | 77-92 | 88-70  | 66-59 | 92-80 | 102-74 | 74-69 | 103-87 | 67-60 | 73-66 | 77-95  | 76-63 | 78-84 | 80-59  | 61-59 |
| Pallacanestro Chieti         | 76-67  | 70-73 |       | 82-64  | 69-72 | 82-77 | 74-73  | 79-84 | 87-60  | 74-68 | 62-69 | 81-83  | 79-69 | 65-80 | 89-68  | 63-73 |
| Pallacanestro Ferrara 2011   | 61-67  | 73-79 | 78-65 |        | 74-75 | 82-61 | 77-88  | 68-77 | 88-70  | 86-88 | 83-76 | 87-85  | 99-92 | 68-78 | 74-83  | 59-57 |
| Andrea Costa Imola           | 93-87  | 58-72 | 85-72 | 76-70  |       | 72-64 | 85-81  | 55-64 | 86-61  | 73-74 | 84-64 | 74-78  | 87-72 | 85-81 | 81-77  | 75-62 |
| Aurora Basket Jesi           | 87-100 | 61-84 | 71-76 | 63-74  | 73-75 |       | 74-77  | 70-69 | 82-76  | 71-79 | 86-83 | 85-108 | 77-71 | 68-91 | 75-70  | 77-73 |
| Legnano Basket Knights       | 67-76  | 73-82 | 57-62 | 77-85  | 74-60 | 88-69 |        | 62-67 | 77-71  | 81-92 | 85-76 | 84-95  | 87-94 | 65-74 | 85-87  | 48-57 |
| Pallacanestro Mantovana      | 77-75  | 84-80 | 80-72 | 82-103 | 78-68 | 90-61 | 84-73  |       | 92-60  | 75-69 | 78-86 | 75-77  | 83-73 | 70-68 | 90-83  | 60-59 |
| Olimpia Basket Matera        | 71-59  | 85-96 | 59-89 | 82-88  | 78-88 | 74-77 | 73-85  | 75-90 |        | 79-87 | 62-91 | 85-105 | 85-73 | 75-91 | 84-83  | 62-68 |
| Basket Ravenna Piero Manetti | 74-66  | 76-82 | 68-64 | 69-79  | 96-84 | 82-66 | 69-62  | 77-62 | 96-70  |       | 65-80 | 93-82  | 84-80 | 81-66 | 58-61  | 59-68 |
| Basket Recanati              | 57-63  | 66-70 | 80-70 | 73-82  | 69-74 | 72-79 | 74-76  | 77-96 | 93-75  | 50-66 |       | 82-90  | 75-84 | 74-88 | 71-67  | 77-79 |
| Roseto Sharks                | 77-72  | 88-74 | 68-57 | 101-84 | 88-94 | 96-70 | 100-85 | 81-84 | 90-68  | 85-70 | 88-73 |        | 91-94 | 72-83 | 88-99  | 91-74 |
| Blu Basket 1971 Treviglio    | 81-65  | 93-87 | 60-53 | 68-76  | 84-80 | 81-65 | 86-62  | 67-78 | 107-59 | 76-74 | 77-72 | 69-73  |       | 69-70 | 93-101 | 74-62 |
| Universo Treviso Basket      | 62-55  | 93-87 | 84-50 | 85-81  | 63-70 | 72-64 | 63-69  | 91-87 | 83-66  | 68-60 | 74-66 | 87-73  | 77-55 |       | 69-55  | 66-52 |
| Pallacanestro Trieste 2004   | 88-60  | 80-81 | 82-68 | 87-76  | 87-53 | 83-64 | 80-54  | 76-66 | 76-70  | 74-68 | 88-86 | 103-71 | 64-68 | 82-66 |        | 39-68 |
| Scaligera Basket Verona      | 60-70  | 73-49 | 78-74 | 75-55  | 71-79 | 76-69 | 67-72  | 86-55 | 96-67  | 63-51 | 74-83 | 75-55  | 66-68 | 67-57 | 79-62  |       |

#### Calendario
| Prima giornata |                  |          |
| 04-10-15       |                  | 06-01-16 |
| 72-83          | Roseto-Treviso   | 73-87    |
| 69-79          | Ravenna-Ferrara  | 88-86    |
| 64-67          | Bologna-Mantova  | 75-77    |
| 73-82          | Legnano-Brescia  | 74-102   |
| 85-73          | Matera-Treviglio | 59-107   |
| 69-74          | Recanati-Imola   | 64-84    |
| 82-77          | Chieti-Jesi      | 76-71    |
| 39-68          | Trieste-Verona   | 62-79    |

| Quarta giornata |                    |          |
| 25-10-15        |                    | 31-01-16 |
| 67-72           | Verona-Legnano     | 57-48    |
| 85-72           | Imola-Chieti       | 72-69    |
| 68-78           | Ferrara-Treviso    | 81-85    |
| 88-60           | Trieste-Bologna    | 74-72    |
| 82-76           | Jesi-Matera        | 77-74    |
| 67-60           | Brescia-Ravenna    | 82-76    |
| 75-77           | Mantova-Roseto     | 84-81    |
| 77-72           | Treviglio-Recanati | 84-75    |

| Settima giornata |                   |          |
| 12-11-15         |                   | 17-02-16 |
| 71-59            | Matera-Bologna    | 50-94    |
| 63-70            | Treviso-Imola     | 81-85    |
| 67-78            | Treviglio-Mantova | 73-83    |
| 89-68            | Chieti-Trieste    | 68-82    |
| 65-80            | Ravenna-Recanati  | 66-50    |
| 61-59            | Brescia-Verona    | 49-73    |
| 82-61            | Ferrara-Jesi      | 74-63    |
| 100-85           | Roseto-Legnano    | 95-84    |

| Decima giornata |                 |          |
| 29-11-15        |                 | 13-03-16 |
| 80-81           | Trieste-Brescia | 59-80    |
| 87-72           | Imola-Treviglio | 80-84    |
| 90-68           | Roseto-Matera   | 105-85   |
| 77-79           | Recanati-Verona | 83-74    |
| 65-80           | Chieti-Treviso  | 50-84    |
| 82-103          | Mantova-Ferrara | 77-68    |
| 75-60           | Bologna-Ravenna | 66-74    |
| 88-69           | Legnano-Jesi    | 77-74    |

| Tredicesima giornata |                   |          |
| 20-12-15             |                   | 10-04-16 |
| 88-70                | Ferrara-Matera    | 88-82    |
| 91-87                | Treviso-Mantova   | 68-70    |
| 93-82                | Ravenna-Roseto    | 70-85    |
| 93-87                | Treviglio-Brescia | 63-76    |
| 85-81                | Imola-Legnano     | 60-74    |
| 57-63                | Recanati-Bologna  | 77-99    |
| 75-70                | Jesi-Trieste      | 64-83    |
| 63-73                | Chieti-Verona     | 74-78    |

| Seconda giornata |                  |          |
| 11-10-15         |                  | 17-01-16 |
| 71-79            | Jesi-Ravenna     | 66-82    |
| 74-66            | Treviso-Recanati | 88-74    |
| 75-55            | Verona-Roseto    | 74-91    |
| 103-87           | Brescia-Matera   | 96-85    |
| 90-83            | Mantova-Trieste  | 66-76    |
| 77-88            | Ferrara-Legnano  | 85-77    |
| 93-87            | Imola-Bologna    | 81-86    |
| 60-53            | Treviglio-Chieti | 69-79    |

| Quinta giornata |                   |          |
| 01-11-15        |                   | 07-02-16 |
| 99-92           | Ferrara-Treviglio | 76-68    |
| 72-64           | Treviso-Jesi      | 91-68    |
| 75-90           | Matera-Mantova    | 60-92    |
| 88-94           | Roseto-Imola      | 78-74    |
| 59-68           | Ravenna-Verona    | 51-63    |
| 70-73           | Chieti-Brescia    | 92-77    |
| 71-67           | Recanati-Trieste  | 86-88    |
| 93-71           | Bologna-Legnano   | 76-67    |

| Ottava giornata |                  |          |
| 15-11-15        |                  | 21-02-16 |
| 58-72           | Imola-Brescia    | 59-66    |
| 68-57           | Roseto-Chieti    | 83-81    |
| 81-92           | Legnano-Ravenna  | 62-69    |
| 66-68           | Verona-Treviglio | 62-74    |
| 90-61           | Mantova-Jesi     | 69-70    |
| 87-76           | Trieste-Ferrara  | 83-74    |
| 93-75           | Recanati-Matera  | 91-62    |
| 85-78           | Bologna-Treviso  | 55-62    |

| Undicesima giornata |                   |          |
| 06-12-15            |                   | 20-03-16 |
| 85-108              | Jesi-Roseto       | 70-96    |
| 63-69               | Treviso-Legnano   | 74-65    |
| 81-65               | Treviglio-Bologna | 57-74    |
| 74-75               | Ferrara-Imola     | 70-76    |
| 62-68               | Matera-Verona     | 67-96    |
| 62-69               | Chieti-Recanati   | 70-80    |
| 58-61               | Ravenna-Trieste   | 68-74    |
| 74-69               | Brescia-Mantova   | 80-84    |

| Quattordicesima giornata |                   |          |
| 27-12-15                 |                   | 17-04-16 |
| 77-55                    | Treviso-Treviglio | 70-69    |
| 74-68                    | Bologna-Ferrara   | 67-61    |
| 71-79                    | Verona-Imola      | 62-75    |
| 75-69                    | Mantova-Ravenna   | 62-77    |
| 59-89                    | Matera-Chieti     | 60-87    |
| 88-73                    | Roseto-Recanati   | 90-82    |
| 92-80                    | Brescia-Jesi      | 84-61    |
| 85-87                    | Legnano-Trieste   | 54-80    |

| Terza giornata |                   |          |
| 18-10-15       |                   | 24-01-16 |
| 72-79          | Recanati-Jesi     | 83-86    |
| 82-64          | Chieti-Ferrara    | 65-78    |
| 88-74          | Roseto-Brescia    | 95-77    |
| 62-67          | Legnano-Mantova   | 73-84    |
| 77-69          | Bologna-Verona    | 70-60    |
| 84-80          | Ravenna-Treviglio | 74-76    |
| 87-53          | Trieste-Imola     | 77-81    |
| 75-91          | Matera-Treviso    | 66-83    |

| Sesta giornata |                  |          |
| 08-11-15       |                  | 14-02-16 |
| 76-70          | Trieste-Matera   | 83-84    |
| 78-84          | Brescia-Treviso  | 87-93    |
| 75-55          | Verona-Ferrara   | 57-59    |
| 73-65          | Bologna-Roseto   | 72-77    |
| 77-71          | Jesi-Treviglio   | 65-81    |
| 73-74          | Imola-Ravenna    | 84-96    |
| 80-72          | Mantova-Chieti   | 84-79    |
| 85-76          | Legnano-Recanati | 76-74    |

| Nona giornata |                  |          |
| 22-11-15      |                  | 28-02-16 |
| 69-55         | Treviso-Trieste  | 66-82    |
| 73-85         | Matera-Legnano   | 71-77    |
| 74-71         | Brescia-Bologna  | 75-86    |
| 86-55         | Verona-Mantova   | 59-60    |
| 83-76         | Ferrara-Recanati | 82-73    |
| 68-64         | Ravenna-Chieti   | 68-74    |
| 69-73         | Treviglio-Roseto | 94-91    |
| 73-75         | Jesi-Imola       | 64-72    |

| Dodicesima giornata |                   |          |
| 13-12-15            |                   | 03-04-16 |
| 79-87               | Matera-Ravenna    | 70-96    |
| 64-68               | Trieste-Treviglio | 101-93   |
| 67-57               | Verona-Treviso    | 52-66    |
| 86-75               | Bologna-Jesi      | 100-87   |
| 78-68               | Mantova-Imola     | 64-55    |
| 57-62               | Legnano-Chieti    | 73-74    |
| 66-70               | Recanati-Brescia  | 66-73    |
| 101-84              | Roseto-Ferrara    | 85-87    |

| Quindicesima giornata |                   |          |
| 03-01-16              |                   | 23-04-16 |
| 103-71                | Trieste-Roseto    | 99-88    |
| 77-73                 | Jesi-Verona       | 69-76    |
| 73-79                 | Ferrara-Brescia   | 70-88    |
| 81-66                 | Ravenna-Treviso   | 60-68    |
| 86-61                 | Imola-Matera      | 88-78    |
| 76-67                 | Chieti-Bologna    | 61-82    |
| 86-62                 | Treviglio-Legnano | 94-87    |
| 77-96                 | Recanati-Mantova  | 86-78    |

### Serie A2 Ovest

#### Squadre partecipanti
| Squadra             | Stagione | Città                     | Palazzetto                   | Stagione precedente                               |
| ------------------- | -------- | ------------------------- | ---------------------------- | ------------------------------------------------- |
| Fortitudo Agrigento | dettagli | Agrigento                 | PalaMoncada                  | 8º posto in Serie A2 Gold                         |
| Basket Agropoli     | dettagli | Agropoli                  | Palasport Andrea Di Concilio | 1º posto in Serie B Girone D                      |
| Barcellona          | dettagli | Barcellona Pozzo di Gotto | PalaAlberti                  | 12º posto in Serie A2 Gold                        |
| Pall. Biella        | dettagli | Biella                    | Biella Forum                 | 5º posto in Serie A2 Gold                         |
| Junior Casale       | dettagli | Casale Monferrato         | PalaFerraris                 | 4º posto in Serie A2 Gold                         |
| Casalpusterlengo    | dettagli | Casalpusterlengo          | PalaBanca (Piacenza)         | 11º posto in Serie A2 Gold                        |
| Derthona Basket     | dettagli | Tortona                   | PalaCima (Alessandria)       | 9º posto in Serie A2 Silver                       |
| Basket Ferentino    | dettagli | Ferentino                 | Palazzetto Ponte Grande      | 6º posto in Serie A2 Gold                         |
| Latina Basket       | dettagli | Latina                    | PalaBianchini                | 14º posto in Serie A2 Silver                      |
| Fulgor Omegna       | dettagli | Omegna                    | PalaBattisti (Verbania)      | 10º posto in Serie A2 Silver                      |
| Viola R. Calabria   | dettagli | Reggio Calabria           | PalaCalafiore                | 6º posto in Serie A2 Silver                       |
| N.P.C. Rieti        | dettagli | Rieti                     | PalaSojourner                | 2º posto in Serie B Girone C, promossa ai playoff |
| Virtus Roma         | dettagli | Roma                      | PalaTiziano                  | 10º posto in Serie A                              |
| Scafati Basket      | dettagli | Scafati                   | PalaMangano                  | 8º posto in Serie A2 Silver                       |
| Mens Sana Siena     | dettagli | Siena                     | PalaEstra                    | 1º posto in Serie B Girone A, promossa ai playoff |
| Pall. Trapani       | dettagli | Trapani                   | PalaIlio                     | 10º posto in Serie A2 Gold                        |

#### Classifica
|  | Pos. | Squadra                   | Pt | G  | V  | P  | PtF  | PtS  | Diff. |
|  | ---- | ------------------------- | -- | -- | -- | -- | ---- | ---- | ----- |
|  | 1.   | Givova Scafati            | 40 | 30 | 20 | 10 | 2364 | 2199 | +165  |
|  | 2.   | BCC Agropoli              | 38 | 30 | 19 | 11 | 2425 | 2430 | -5    |
|  | 3.   | ORSI Tortona              | 38 | 30 | 19 | 11 | 2266 | 2174 | +92   |
|  | 4.   | FMC Ferentino             | 36 | 30 | 18 | 12 | 2301 | 2209 | +92   |
|  | 5.   | Mens Sana Siena 1871      | 36 | 30 | 18 | 12 | 2361 | 2320 | +41   |
|  | 6.   | Moncada Agrigento         | 34 | 30 | 17 | 13 | 2328 | 2274 | +54   |
|  | 7.   | Lighthouse-Conad Trapani  | 32 | 30 | 16 | 14 | 2521 | 2406 | +115  |
|  | 8.   | Novipiù Casale Monferrato | 30 | 30 | 15 | 15 | 2109 | 2041 | +68   |
|  | 9.   | Bermè Reggio Calabria     | 28 | 30 | 14 | 16 | 2222 | 2232 | -10   |
|  | 10.  | Angelico Biella           | 28 | 30 | 14 | 16 | 2247 | 2334 | -87   |
|  | 11.  | Assigeco Casalpusterlengo | 26 | 30 | 13 | 17 | 2372 | 2455 | -83   |
|  | 12.  | Benacquista Latina        | 26 | 30 | 13 | 17 | 2357 | 2380 | -23   |
|  | 13.  | NPC Rieti                 | 26 | 30 | 13 | 17 | 2158 | 2263 | -105  |
|  | 14.  | Acea Roma                 | 26 | 30 | 13 | 17 | 2266 | 2238 | +28   |
|  | 15.  | Paffoni Omegna            | 24 | 30 | 12 | 18 | 2335 | 2401 | -66   |
|  | 16.  | La Briosa Barcellona      | 12 | 30 | 6  | 24 | 2158 | 2434 | -276  |

Legenda:
      Partecipante ai play-off.
 Promossa dopo i play-off in Serie A 2016-2017.
      Partecipante ai play-out.
 Retrocessa dopo i play-out in Serie B 2016-2017.
      Retrocessa direttamente in Serie B 2016-2017.
 Vincitrice Coppa Italia LNP.
Regolamento:
Due punti a vittoria, zero a sconfitta.
In caso di arrivo a pari punti, contano gli scontri diretti e la classifica avulsa.
Note:

#### Risultati
| Risultati                | AGR   | AGP    | BAR    | BIE   | CAS   | CSP     | FER   | LAT   | OME   | REG   | RIE   | ROM   | SCA    | SIE   | TOR   | TRA    |
| ------------------------ | ----- | ------ | ------ | ----- | ----- | ------- | ----- | ----- | ----- | ----- | ----- | ----- | ------ | ----- | ----- | ------ |
| Fortitudo Agrigento      |       | 82-83  | 78-69  | 81-84 | 73-68 | 77-78   | 78-80 | 67-94 | 75-74 | 76-70 | 84-72 | 99-93 | 75-73  | 59-77 | 86-80 | 69-79  |
| Basket Agropoli          | 85-82 |        | 89-87  | 79-68 | 82-67 | 90-82   | 76-74 | 84-78 | 95-90 | 75-60 | 62-79 | 69-68 | 100-88 | 73-80 | 73-74 | 95-85  |
| Basket Barcellona        | 62-81 | 86-80  |        | 64-77 | 60-71 | 78-87   | 71-78 | 91-75 | 61-73 | 67-90 | 77-75 | 66-80 | 73-83  | 70-67 | 65-66 | 70-91  |
| Pallacanestro Biella     | 68-82 | 79-75  | 70-77  |       | 80-61 | 77-71   | 74-69 | 74-71 | 77-91 | 78-79 | 77-73 | 75-71 | 63-73  | 91-85 | 90-84 | 88-83  |
| Junior Casale Monferrato | 59-87 | 80-82  | 95-50  | 75-62 |       | 71-66   | 81-69 | 70-64 | 69-51 | 64-66 | 88-67 | 80-58 | 66-73  | 77-80 | 56-60 | 72-66  |
| UCC Casalpusterlengo     | 83-76 | 92-96  | 72-74  | 64-73 | 71-80 |         | 64-77 | 86-75 | 85-66 | 58-77 | 79-77 | 94-89 | 68-77  | 87-85 | 96-89 | 61-72  |
| Basket Ferentino         | 82-73 | 87-70  | 80-63  | 78-57 | 52-73 | 77-79   |       | 92-74 | 81-75 | 91-79 | 77-65 | 74-70 | 64-69  | 83-61 | 77-76 | 103-99 |
| Latina Basket            | 85-90 | 90-73  | 79-55  | 79-69 | 71-63 | 101-102 | 73-61 |       | 78-90 | 78-72 | 79-76 | 90-85 | 83-98  | 85-89 | 85-77 | 81-75  |
| Fulgor Omegna            | 79-74 | 98-93  | 85-82  | 73-69 | 63-74 | 82-83   | 75-74 | 90-72 |       | 67-78 | 79-80 | 75-87 | 74-75  | 80-74 | 81-86 | 88-85  |
| Viola Reggio Calabria    | 82-69 | 77-85  | 82-63  | 82-69 | 61-62 | 84-78   | 79-76 | 62-81 | 85-80 |       | 85-76 | 83-96 | 81-70  | 72-78 | 66-79 | 74-61  |
| NPC Rieti                | 59-71 | 80-88  | 78-73  | 80-79 | 67-65 | 84-80   | 70-83 | 74-66 | 65-63 | 68-59 |       | 75-64 | 70-77  | 69-61 | 81-78 | 59-81  |
| Virtus Roma              | 52-67 | 93-55  | 71-68  | 83-77 | 60-53 | 90-94   | 61-73 | 79-86 | 87-84 | 80-73 | 88-63 |       | 72-57  | 68-50 | 57-64 | 82-83  |
| Scafati Basket           | 70-72 | 76-81  | 89-78  | 67-72 | 86-67 | 83-71   | 91-64 | 93-65 | 89-70 | 73-64 | 72-58 | 70-80 |        | 81-77 | 92-72 | 88-74  |
| Mens Sana Siena 1871     | 84-77 | 103-88 | 98-91  | 99-76 | 68-60 | 99-91   | 77-68 | 80-73 | 80-91 | 76-69 | 82-81 | 77-76 | 75-63  |       | 68-70 | 93-79  |
| Derthona Basket Tortona  | 64-74 | 54-67  | 86-78  | 87-72 | 63-72 | 77-76   | 66-64 | 74-62 | 91-70 | 66-50 | 73-60 | 68-52 | 96-91  | 85-65 |       | 85-64  |
| Pallacanestro Trapani    | 86-94 | 91-82  | 108-89 | 98-82 | 83-67 | 99-74   | 90-93 | 89-84 | 97-78 | 89-81 | 73-74 | 96-74 | 74-77  | 87-73 | 84-76 |        |

#### Calendario
| Prima giornata |                          |          |
| 04-10-15       |                          | 06-01-16 |
| 89-87          | Agropoli-Barcellona      | 80-86    |
| 97-78          | Trapani-Omegna           | 85-88    |
| 68-77          | Casalpusterlengo-Scafati | 71-83    |
| 57-64          | Roma-Tortona             | 52-68    |
| 70-83          | Rieti-Ferentino          | 65-77    |
| 61-62          | Reggio Calabria-Casale   | 66-64    |
| 68-82          | Biella-Agrigento         | 84-81    |
| 80-73          | Siena-Latina             | 89-85    |

| Quarta giornata |                           |          |
| 25-10-15        |                           | 31-01-16 |
| 91-79           | Ferentino-Reggio Calabria | 76-79    |
| 86-80           | Agrigento-Tortona         | 74-64    |
| 70-67           | Barcellona-Siena          | 91-98    |
| 69-51           | Casale-Omegna             | 74-63    |
| 92-96           | Casalpusterlengo-Agropoli | 82-90    |
| 79-69           | Latina-Biella             | 71-74    |
| 88-74           | Scafati-Trapani           | 77-74    |
| 75-64           | Rieti-Roma                | 63-88    |

| Settima giornata |                          |          |
| 12-11-15         |                          | 17-02-16 |
| 79-75            | Biella-Agropoli          | 68-79    |
| 93-65            | Scafati-Latina           | 98-83    |
| 99-74            | Trapani-Casalpusterlengo | 72-61    |
| 80-74            | Omegna-Siena             | 91-80    |
| 88-67            | Casale-Rieti             | 65-67    |
| 78-80            | Agrigento-Ferentino      | 73-82    |
| 83-96            | Reggio Calabria-Roma     | 73-80    |
| 86-78            | Tortona-Barcellona       | 66-65    |

| Decima giornata |                                  |          |
| 29-11-15        |                                  | 13-03-16 |
| 85-90           | Latina-Agrigento                 | 94-67    |
| 92-72           | Scafati-Tortona                  | 91-96    |
| 98-82           | Trapani-Biella                   | 83-88    |
| 52-73           | Ferentino-Casale                 | 69-81    |
| 78-73           | Rieti-Barcellona                 | 75-77    |
| 87-84           | Roma-Omegna                      | 87-75    |
| 58-77           | Casalpusterlengo-Reggio Calabria | 78-84    |
| 103-88          | Siena-Agropoli                   | 80-73    |

| Tredicesima giornata |                           |          |
| 20-12-15             |                           | 10-04-16 |
| 79-86                | Roma-Latina               | 85-90    |
| 81-75                | Ferentino-Omegna          | 74-75    |
| 87-85                | Casalpusterlengo-Siena    | 91-99    |
| 82-67                | Agropoli-Casale           | 82-80    |
| 73-83                | Barcellona-Scafati        | 78-89    |
| 76-70                | Agrigento-Reggio Calabria | 69-82    |
| 90-84                | Biella-Tortona            | 72-87    |
| 59-81                | Rieti-Trapani             | 74-73    |

| Seconda giornata |                             |          |
| 11-10-15         |                             | 17-01-16 |
| 85-64            | Tortona-Trapani             | 76-84    |
| 79-76            | Latina-Rieti                | 66-74    |
| 81-77            | Scafati-Siena               | 63-75    |
| 78-87            | Barcellona-Casalpusterlengo | 74-72    |
| 74-70            | Ferentino-Roma              | 73-61    |
| 67-78            | Omegna-Reggio Calabria      | 80-85    |
| 75-62            | Casale-Biella               | 61-80    |
| 82-83            | Agrigento-Agropoli          | 82-85    |

| Quinta giornata |                        |          |
| 01-11-15        |                        | 07-02-16 |
| 62-79           | Agropoli-Rieti         | 88-80    |
| 78-69           | Agrigento-Barcellona   | 81-62    |
| 87-73           | Trapani-Siena          | 79-93    |
| 74-75           | Omegna-Scafati         | 70-89    |
| 63-72           | Tortona-Casale         | 60-56    |
| 74-69           | Biella-Ferentino       | 57-78    |
| 62-81           | Reggio Calabria-Latina | 72-78    |
| 90-94           | Roma-Casalpusterlengo  | 89-94    |

| Ottava giornata |                         |          |
| 15-11-15        |                         | 21-02-16 |
| 85-66           | Casalpusterlengo-Omegna | 83-82    |
| 71-63           | Latina-Casale           | 64-70    |
| 100-88          | Agropoli-Scafati        | 81-76    |
| 80-63           | Ferentino-Barcellona    | 78-71    |
| 59-71           | Rieti-Agrigento         | 72-84    |
| 68-70           | Siena-Tortona           | 65-85    |
| 89-81           | Trapani-Reggio Calabria | 61-74    |
| 83-77           | Roma-Biella             | 71-75    |

| Undicesima giornata |                            |          |
| 06-12-15            |                            | 20-03-16 |
| 79-80               | Omegna-Rieti               | 63-65    |
| 63-73               | Biella-Scafati             | 72-67    |
| 66-50               | Tortona-Reggio Calabria    | 79-66    |
| 95-85               | Agropoli-Trapani           | 82-91    |
| 77-79               | Ferentino-Casalpusterlengo | 77-64    |
| 91-75               | Barcellona-Latina          | 55-79    |
| 73-68               | Agrigento-Casale           | 87-59    |
| 68-50               | Roma-Siena                 | 76-77    |

| Quattordicesima giornata |                            |          |
| 27-12-15                 |                            | 17-04-16 |
| 77-68                    | Siena-Ferentino            | 61-83    |
| 86-94                    | Trapani-Agrigento          | 79-69    |
| 90-73                    | Latina-Agropoli            | 78-84    |
| 73-69                    | Omegna-Biella              | 91-77    |
| 82-63                    | Reggio Calabria-Barcellona | 90-67    |
| 73-60                    | Tortona-Rieti              | 78-81    |
| 71-66                    | Casale-Casalpusterlengo    | 80-71    |
| 70-80                    | Scafati-Roma               | 57-72    |

| Terza giornata |                         |          |
| 18-10-15       |                         | 24-01-16 |
| 89-84          | Trapani-Latina          | 75-81    |
| 76-74          | Agropoli-Ferentino      | 70-87    |
| 52-67          | Roma-Agrigento          | 93-99    |
| 91-70          | Tortona-Omegna          | 86-81    |
| 84-80          | Rieti-Casalpusterlengo  | 77-79    |
| 68-60          | Siena-Casale            | 80-77    |
| 81-70          | Reggio Calabria-Scafati | 64-73    |
| 70-77          | Biella-Barcellona       | 77-64    |

| Sesta giornata |                            |          |
| 08-11-15       |                            | 14-02-16 |
| 80-79          | Rieti-Biella               | 73-77    |
| 83-76          | Casalpusterlengo-Agrigento | 78-77    |
| 76-69          | Siena-Reggio Calabria      | 78-72    |
| 66-73          | Casale-Scafati             | 67-96    |
| 103-99         | Ferentino-Trapani          | 93-90    |
| 85-77          | Latina-Tortona             | 62-74    |
| 69-68          | Agropoli-Roma              | 55-93    |
| 61-73          | Barcellona-Omegna          | 82-85    |

| Nona giornata |                          |          |
| 22-11-15      |                          | 28-02-16 |
| 66-64         | Tortona-Ferentino        | 76-77    |
| 59-77         | Agrigento-Siena          | 77-84    |
| 72-58         | Scafati-Rieti            | 77-70    |
| 66-80         | Barcellona-Roma          | 68-71    |
| 77-71         | Biella-Casalpusterlengo  | 73-64    |
| 77-85         | Reggio Calabria-Agropoli | 60-75    |
| 90-72         | Omegna-Latina            | 90-78    |
| 72-66         | Casale-Trapani           | 67-83    |

| Dodicesima giornata |                          |          |
| 13-12-15            |                          | 03-04-16 |
| 70-72               | Scafati-Agrigento        | 73-75    |
| 73-61               | Latina-Ferentino         | 74-92    |
| 96-89               | Casalpusterlengo-Tortona | 76-77    |
| 82-69               | Reggio Calabria-Biella   | 79-78    |
| 95-50               | Casale-Barcellona        | 71-60    |
| 98-93               | Omegna-Agropoli          | 90-95    |
| 96-74               | Trapani-Roma             | 83-82    |
| 82-81               | Siena-Rieti              | 61-69    |

| Quindicesima giornata |                         |          |
| 03-01-16              |                         | 23-04-16 |
| 68-59                 | Rieti-Reggio Calabria   | 79-85    |
| 73-74                 | Agropoli-Tortona        | 67-54    |
| 91-85                 | Biella-Siena            | 76-99    |
| 60-53                 | Roma-Casale             | 58-80    |
| 75-74                 | Agrigento-Omegna        | 74-79    |
| 64-69                 | Ferentino-Scafati       | 64-91    |
| 86-75                 | Casalpusterlengo-Latina | 102-101  |
| 70-91                 | Barcellona-Trapani      | 89-108   |

## Play-out

### Tabellone
|  | Semifinali | Semifinali    | Semifinali  | Semifinali | Semifinali | Semifinali | Semifinali |  |  | Finale | Finale        | Finale        | Finale        | Finale | Finale | Finale |  |
|  |            |               |             |            |            |            |            |  |  |        |               |               |               |        |        |        |  |
|  | 14E        | Aurora Jesi   | 80          | 83         | 73         | 77         | 75         |  |  |        |               |               |               |        |        |        |  |
|  | 15O        | Fulgor Omegna | 74          | 77         | 91         | 86         | 61         |  |  | 15O    | Fulgor Omegna | Fulgor Omegna | Fulgor Omegna | 73     | 74     | 58     |  |
|  | 14O        | Virtus Roma   | Virtus Roma | 64         | 69         | 95         | 76         |  |  | 14O    | Virtus Roma   | Virtus Roma   | Virtus Roma   | 84     | 85     | 69     |  |
|  | 15E        | Recanati      | Recanati    | 51         | 71         | 102        | 90         |  |  |        |               |               |               |        |        |        |  |

## Play-off

### Tabellone
|  | Ottavi di finale | Ottavi di finale    | Ottavi di finale |                   |    | Quarti di finale    | Quarti di finale | Quarti di finale |  |  | Semifinali | Semifinali | Semifinali |  |  | Finale | Finale | Finale |  |
|  |                  |                     |                  |                   |    |                     |                  |                  |  |  |            |            |            |  |  |        |        |        |  |
|  | 1E               | Universo Treviso    | 3                |                   |    |                     |                  |                  |  |  |            |            |            |  |  |        |        |        |  |
|  | 1E               | Universo Treviso    | 3                |                   |    |                     |                  |                  |  |  |            |            |            |  |  |        |        |        |  |
|  | 8O               | Junior Casale       | 2                |                   |    |                     |                  |                  |  |  |            |            |            |  |  |        |        |        |  |
|  | 8O               | Junior Casale       | 2                |                   | 1E | Universo Treviso    | 3                |                  |  |  |            |            |            |  |  |        |        |        |  |
|  |                  |                     |                  |                   | 1E | Universo Treviso    | 3                |                  |  |  |            |            |            |  |  |        |        |        |  |
|  |                  |                     | 4O               | Basket Ferentino  | 2  |                     |                  |                  |  |  |            |            |            |  |  |        |        |        |  |
|  | 4O               | Basket Ferentino    | 4O               | Basket Ferentino  | 2  | 3                   |                  |                  |  |  |            |            |            |  |  |        |        |        |  |
|  | 4O               | Basket Ferentino    |                  |                   |    |                     |                  |                  |  |  |            |            |            |  |  |        |        |        |  |
|  | 5E               | Pall. Roseto        | 2                |                   |    |                     |                  |                  |  |  |            |            |            |  |  |        |        |        |  |
|  | 5E               | Pall. Roseto        | 2                |                   | 1E | Universo Treviso    | 1                |                  |  |  |            |            |            |  |  |        |        |        |  |
|  |                  |                     |                  |                   |    |                     |                  |                  |  |  |            |            |            |  |  |        |        |        |  |
|  |                  |                     | 7E               | Fortitudo Bologna | 3  |                     |                  |                  |  |  |            |            |            |  |  |        |        |        |  |
|  | 3E               | Mantova             | 7E               | Fortitudo Bologna | 3  | 1                   |                  |                  |  |  |            |            |            |  |  |        |        |        |  |
|  | 3E               | Mantova             |                  |                   |    |                     |                  |                  |  |  |            |            |            |  |  |        |        |        |  |
|  | 6O               | Fortitudo Agrigento | 3                |                   |    |                     |                  |                  |  |  |            |            |            |  |  |        |        |        |  |
|  | 6O               | Fortitudo Agrigento | 3                |                   | 6O | Fortitudo Agrigento | 0                |                  |  |  |            |            |            |  |  |        |        |        |  |
|  |                  |                     |                  |                   | 6O | Fortitudo Agrigento | 0                |                  |  |  |            |            |            |  |  |        |        |        |  |
|  |                  |                     | 7E               | Fortitudo Bologna | 3  |                     |                  |                  |  |  |            |            |            |  |  |        |        |        |  |
|  | 2O               | Basket Agropoli     | 7E               | Fortitudo Bologna | 3  | 1                   |                  |                  |  |  |            |            |            |  |  |        |        |        |  |
|  | 2O               | Basket Agropoli     |                  |                   |    |                     |                  |                  |  |  |            |            |            |  |  |        |        |        |  |
|  | 7E               | Fortitudo Bologna   | 3                |                   |    |                     |                  |                  |  |  |            |            |            |  |  |        |        |        |  |
|  | 7E               | Fortitudo Bologna   | 3                |                   | 7E | Fortitudo Bologna   | 2                |                  |  |  |            |            |            |  |  |        |        |        |  |
|  |                  |                     |                  |                   |    |                     |                  |                  |  |  |            |            |            |  |  |        |        |        |  |
|  |                  |                     | 2E               | Leonessa Brescia  | 3  |                     |                  |                  |  |  |            |            |            |  |  |        |        |        |  |
|  | 1O               | Scafati Basket      | 2E               | Leonessa Brescia  | 3  | 3                   |                  |                  |  |  |            |            |            |  |  |        |        |        |  |
|  | 1O               | Scafati Basket      |                  |                   |    |                     |                  |                  |  |  |            |            |            |  |  |        |        |        |  |
|  | 8E               | Scaligera Verona    | 0                |                   |    |                     |                  |                  |  |  |            |            |            |  |  |        |        |        |  |
|  | 8E               | Scaligera Verona    | 0                |                   | 1O | Scafati Basket      | 3                |                  |  |  |            |            |            |  |  |        |        |        |  |
|  |                  |                     |                  |                   | 1O | Scafati Basket      | 3                |                  |  |  |            |            |            |  |  |        |        |        |  |
|  |                  |                     | 4E               | A. Costa Imola    | 1  |                     |                  |                  |  |  |            |            |            |  |  |        |        |        |  |
|  | 4E               | A. Costa Imola      | 4E               | A. Costa Imola    | 1  | 3                   |                  |                  |  |  |            |            |            |  |  |        |        |        |  |
|  | 4E               | A. Costa Imola      |                  |                   |    |                     |                  |                  |  |  |            |            |            |  |  |        |        |        |  |
|  | 5O               | Mens Sana Siena     | 2                |                   |    |                     |                  |                  |  |  |            |            |            |  |  |        |        |        |  |
|  | 5O               | Mens Sana Siena     | 2                |                   | 1O | Scafati Basket      | 2                |                  |  |  |            |            |            |  |  |        |        |        |  |
|  |                  |                     |                  |                   |    |                     |                  |                  |  |  |            |            |            |  |  |        |        |        |  |
|  |                  |                     | 2E               | Leonessa Brescia  | 3  |                     |                  |                  |  |  |            |            |            |  |  |        |        |        |  |
|  | 2E               | Leonessa Brescia    | 2E               | Leonessa Brescia  | 3  | 3                   |                  |                  |  |  |            |            |            |  |  |        |        |        |  |
|  | 2E               | Leonessa Brescia    |                  |                   |    |                     |                  |                  |  |  |            |            |            |  |  |        |        |        |  |
|  | 7O               | Pall. Trapani       | 2                |                   |    |                     |                  |                  |  |  |            |            |            |  |  |        |        |        |  |
|  | 7O               | Pall. Trapani       | 2                |                   | 2E | Leonessa Brescia    | 3                |                  |  |  |            |            |            |  |  |        |        |        |  |
|  |                  |                     |                  |                   | 2E | Leonessa Brescia    | 3                |                  |  |  |            |            |            |  |  |        |        |        |  |
|  |                  |                     | 3O               | Derthona Basket   | 2  |                     |                  |                  |  |  |            |            |            |  |  |        |        |        |  |
|  | 3O               | Derthona Basket     | 3O               | Derthona Basket   | 2  | 3                   |                  |                  |  |  |            |            |            |  |  |        |        |        |  |
|  | 3O               | Derthona Basket     |                  |                   |    |                     |                  |                  |  |  |            |            |            |  |  |        |        |        |  |
|  | 6E               | Pall. Trieste       | 2                |                   |    |                     |                  |                  |  |  |            |            |            |  |  |        |        |        |  |

### Ottavi di finale
Ogni serie è al meglio delle 5 partite. L'ordine delle partite è: gara-1, gara-2 ed eventuale gara-5 in casa della meglio classificata; gara-3 ed eventuale gara-4 in casa della peggior classificata.

#### Treviso - Casale Monferrato
| Villorba 1º maggio 2016, ore 18:00 UTC+2 | De' Longhi Treviso | 61 – 67 (17-12, 33-27, 43-47) referto | Novipiù Casale Monferrato | PalaVerde |

| Villorba 4 maggio 2016, ore 20:30 UTC+2 | De' Longhi Treviso | 83 – 54 (21-17, 44-29, 62-39) referto | Novipiù Casale Monferrato | PalaVerde |

| Casale Monferrato 7 maggio 2016, ore 20:30 UTC+2 | Novipiù Casale Monferrato | 72 – 65 (13-20, 39-40, 51-59) referto | De' Longhi Treviso | PalaFerraris |

| Casale Monferrato 9 maggio 2016, ore 20:30 UTC+2 | Novipiù Casale Monferrato | 56 – 59 (18-17, 25-24, 39-39) referto | De' Longhi Treviso | PalaFerraris |

| Villorba 11 maggio 2016, ore 20:30 UTC+2 | De' Longhi Treviso | 81 – 65 (23-15, 48-27, 68-45) referto | Novipiù Casale Monferrato | PalaVerde |

#### Ferentino - Roseto
| Ferentino 1º maggio 2016, ore 18:00 UTC+2 | FMC Ferentino | 97 – 85 (23-14, 49-35, 76-53) referto | Mec-Energy Roseto | Palazzetto Ponte Grande |

| Ferentino 3 maggio 2016, ore 20:45 UTC+2 | FMC Ferentino | 86 – 74 (24-13, 43-28, 60-50) referto | Mec-Energy Roseto | Palazzetto Ponte Grande |

| Roseto degli Abruzzi 6 maggio 2016, ore 21:00 UTC+2 | Mec-Energy Roseto | 89 – 76 (22-16, 47-38, 61-63) referto | FMC Ferentino | PalaMaggetti |

| Roseto degli Abruzzi 8 maggio 2016, ore 18:00 UTC+2 | Mec-Energy Roseto | 82 – 78 (23-19, 39-46, 60-58) referto | FMC Ferentino | PalaMaggetti |

| Ferentino 11 maggio 2016, ore 20:45 UTC+2 | FMC Ferentino | 89 – 74 (20-10, 49-33, 70-48) referto | Mec-Energy Roseto | Palazzetto Ponte Grande |

#### Agropoli - Bologna
| Scafati 1º maggio 2016, ore 20:30 UTC+2 | BCC Agropoli | 67 – 72 (14-14, 28-39, 49-56) referto | Eternedile Bologna | PalaMangano |

| Scafati 3 maggio 2016, ore 20:30 UTC+2 | BCC Agropoli | 98 – 94 (d.1 t.s.) (12-27, 38-51, 63-72, 89-89) referto | Eternedile Bologna | PalaMangano |

| Bologna 6 maggio 2016, ore 20:30 UTC+2 | Eternedile Bologna | 98 – 74 (28-18, 49-39, 73-55) referto | BCC Agropoli | PalaDozza |

| Bologna 8 maggio 2016, ore 18:00 UTC+2 | Eternedile Bologna | 87 – 61 (14-20, 38-36, 62-53) referto | BCC Agropoli | PalaDozza |

#### Mantova - Agrigento
| Mantova 1º maggio 2016, ore 18:00 UTC+2 | Dinamica Generale Mantova | 70 – 72 (8-24, 26-43, 48-54) referto | Moncada Agrigento | PalaBam |

| Mantova 3 maggio 2016, ore 20:30 UTC+2 | Dinamica Generale Mantova | 63 – 62 (15-15, 32-31, 49-49) referto | Moncada Agrigento | PalaBam |

| Porto Empedocle 6 maggio 2016, ore 20:30 UTC+2 | Moncada Agrigento | 67 – 58 (20-9, 34-30, 46-47) referto | Dinamica Generale Mantova | PalaMoncada |

| Porto Empedocle 8 maggio 2016, ore 16:15 UTC+2 | Moncada Agrigento | 67 – 63 (14-20, 32-40, 50-53) referto | Dinamica Generale Mantova | PalaMoncada |

#### Scafati - Verona
| Scafati 2 maggio 2016, ore 21:00 UTC+2 | Givova Scafati | 70 – 68 (14-21, 28-38, 55-54) referto | Tezenis Verona | PalaMangano |

| Scafati 4 maggio 2016, ore 21:00 UTC+2 | Givova Scafati | 79 – 76 (d.1 t.s.) (22-17, 35-31, 48-47, 66-66) referto | Tezenis Verona | PalaMangano |

| Verona 7 maggio 2016, ore 20:45 UTC+2 | Tezenis Verona | 58 – 70 (18-18, 32-40, 41-55) referto | Givova Scafati | PalaOlimpia |

#### Imola - Siena
| Imola 2 maggio 2016, ore 21:00 UTC+2 | Andrea Costa Imola | 80 – 76 (10-15, 30-26, 54-45) referto | Mens Sana Siena 1871 | PalaRuggi |

| Imola 4 maggio 2016, ore 21:00 UTC+2 | Andrea Costa Imola | 80 – 71 (17-14, 45-37, 64-52) referto | Mens Sana Siena 1871 | PalaRuggi |

| Siena 7 maggio 2016, ore 20:30 UTC+2 | Mens Sana Siena 1871 | 103 – 97 (d.1 t.s.) (24-28, 46-46, 69-70, 89-89) referto | Andrea Costa Imola | PalaEstra |

| Siena 9 maggio 2016, ore 20:30 UTC+2 | Mens Sana Siena 1871 | 85 – 64 (18-18, 38-29, 56-52) referto | Andrea Costa Imola | PalaEstra |

| Imola 12 maggio 2016, ore 21:00 UTC+2 | Andrea Costa Imola | 70 – 66 (16-17, 33-29, 50-42) referto | Mens Sana Siena 1871 | PalaRuggi |

#### Brescia - Trapani
| Brescia 1º maggio 2016, ore 18:00 UTC+2 | C. del Latte-Am. Nat. Brescia | 80 – 70 (22-21, 33-40, 57-52) referto | Lighthouse-Conad Trapani | Centro Sportivo San Filippo |

| Brescia 3 maggio 2016, ore 20:30 UTC+2 | C. del Latte-Am. Nat. Brescia | 89 – 83 (24-14, 40-39, 66-62) referto | Lighthouse-Conad Trapani | Centro Sportivo San Filippo |

| Trapani 7 maggio 2016, ore 20:30 UTC+2 | Lighthouse-Conad Trapani | 93 – 76 (25-18, 48-34, 69-54) referto | C. del Latte-Am. Nat. Brescia | PalaConad |

| Trapani 9 maggio 2016, ore 20:30 UTC+2 | Lighthouse-Conad Trapani | 97 – 95 (d.1 t.s.) (19-22, 45-41, 67-57, 85-85) referto | C. del Latte-Am. Nat. Brescia | PalaConad |

| Brescia 12 maggio 2016, ore 20:30 UTC+2 | C. del Latte-Am. Nat. Brescia | 70 – 63 (21-11, 44-27, 58-46) referto | Lighthouse-Conad Trapani | Centro Sportivo San Filippo |

#### Tortona - Trieste
| Casale Monferrato 2 maggio 2016, ore 20:30 UTC+2 | ORSI Tortona | 75 – 70 (23-18, 41-31, 58-55) referto | Alma-Ag. per il Lavoro Trieste | PalaFerraris |

| Casale Monferrato 4 maggio 2016, ore 20:30 UTC+2 | ORSI Tortona | 75 – 81 (23-13, 39-39, 56-61) referto | Alma-Ag. per il Lavoro Trieste | PalaFerraris |

| Trieste 7 maggio 2016, ore 20:30 UTC+2 | Alma-Ag. per il Lavoro Trieste | 74 – 79 (18-17, 38-34, 54-53) referto | ORSI Tortona | PalaTrieste |

| Trieste 9 maggio 2016, ore 20:30 UTC+2 | Alma-Ag. per il Lavoro Trieste | 85 – 64 (24-19, 50-25, 67-39) referto | ORSI Tortona | PalaTrieste |

| Casale Monferrato 12 maggio 2016, ore 20:30 UTC+2 | ORSI Tortona | 80 – 72 (22-15, 38-33, 59-53) referto | Alma-Ag. per il Lavoro Trieste | PalaFerraris |

### Quarti di finale
Ogni serie è al meglio delle 5 partite. L'ordine delle partite è: gara-1, gara-2 ed eventuale gara-5 in casa della meglio classificata; gara-3 ed eventuale gara-4 in casa della peggior classificata.

#### Treviso - Ferentino
| Villorba 15 maggio 2016, ore 18:00 UTC+2 | De' Longhi Treviso | 64 – 72 (16-21, 41-40, 54-52) referto | FMC Ferentino | PalaVerde |

| Villorba 17 maggio 2016, ore 20:30 UTC+2 | De' Longhi Treviso | 69 – 56 (22-14, 36-37, 55-45) referto | FMC Ferentino | PalaVerde |

| Ferentino 20 maggio 2016, ore 20:30 UTC+2 | FMC Ferentino | 84 – 87 (23-29, 41-47, 58-63) referto | De' Longhi Treviso | Palazzetto Ponte Grande |

| Ferentino 22 maggio 2016, ore 18:00 UTC+2 | FMC Ferentino | 69 – 54 (18-14, 38-31, 55-44) referto | De' Longhi Treviso | Palazzetto Ponte Grande |

| Villorba 25 maggio 2016, ore 20:30 UTC+2 | De' Longhi Treviso | 68 – 67 (d.1t.s.) (17-16, 23-37, 37-50,61-61) referto | FMC Ferentino | PalaVerde |

#### Agrigento - Bologna
| Porto Empedocle 15 maggio 2016, ore 18:00 UTC+2 | Moncada Agrigento | 67 – 74 (18-10, 36-36, 53-51) referto | Eternedile Bologna | PalaMoncada |

| Porto Empedocle 17 maggio 2016, ore 20:30 UTC+2 | Moncada Agrigento | 66 – 74 (14-16, 35-38, 57-53) referto | Eternedile Bologna | PalaMoncada |

| Bologna 20 maggio 2016, ore 20:30 UTC+2 | Eternedile Bologna | 68 – 64 (11-14, 26-36, 47-55) referto | Moncada Agrigento | PalaDozza |

#### Scafati - Imola
| Scafati 16 maggio 2016, ore 20:30 UTC+2 | Givova Scafati | 80 – 71 (24-13, 40-37, 60-57) referto | Andrea Costa Imola | PalaMangano |

| Scafati 18 maggio 2016, ore 20:30 UTC+2 | Givova Scafati | 78 – 62 (21-27, 49-39, 62-51) referto | Andrea Costa Imola | PalaMangano |

| Imola 21 maggio 2016, ore 21:00 UTC+2 | Andrea Costa Imola | 82 – 76 (18-23, 41-39, 62-63) referto | Givova Scafati | PalaRuggi |

| Imola 23 maggio 2016, ore 21:00 UTC+2 | Andrea Costa Imola | 83 – 87 (d.1 t.s.) (18-22, 37-41, 57-57, 76-76) referto | Givova Scafati | PalaRuggi |

#### Brescia - Tortona
| Brescia 16 maggio 2016, ore 20:30 UTC+2 | C. del Latte-Am. Nat. Brescia | 108 – 76 (29-20, 51-43, 83-54) referto | ORSI Tortona | Centro Sportivo San Filippo |

| Brescia 18 maggio 2016, ore 20:30 UTC+2 | C. del Latte-Am. Nat. Brescia | 92 – 86 (20-26, 45-47, 67-60) referto | ORSI Tortona | Centro Sportivo San Filippo |

| Casale Monferrato 21 maggio 2016, ore 18:30 UTC+2 | ORSI Tortona | 76 – 72 (29-18, 53-34, 61-52) referto | C. del Latte-Am. Nat. Brescia | PalaFerraris |

| Casale Monferrato 23 maggio 2016, ore 20:30 UTC+2 | ORSI Tortona | 76 – 72 (23-20, 51-32, 57-50) referto | C. del Latte-Am. Nat. Brescia | PalaFerraris |

| Cremona 26 maggio 2016, ore 20:30 UTC+2 | C. del Latte-Am. Nat. Brescia | 97 – 72 (25-14, 50-30, 78-53) referto | ORSI Tortona | PalaRadi |

### Semifinali
Ogni serie è al meglio delle 5 partite. L'ordine delle partite è: gara-1, gara-2 ed eventuale gara-5 in casa della meglio classificata; gara-3 ed eventuale gara-4 in casa della peggior classificata.

#### Treviso - Bologna
| Villorba 29 maggio 2016, ore 18:00 UTC+2 | De' Longhi Treviso | 61 – 68 (13-19, 26-33, 44-46) referto | Eternedile Bologna | PalaVerde |

| Villorba 31 maggio 2016, ore 20:30 UTC+2 | De' Longhi Treviso | 90 – 45 (24-9, 49-28, 74-41) referto | Eternedile Bologna | PalaVerde |

| Bologna 4 giugno 2016, ore 20:30 UTC+2 | Eternedile Bologna | 81 – 71 (29-20, 52-33, 64-50) referto | De' Longhi Treviso | PalaDozza |

| Bologna 6 giugno 2016, ore 20:30 UTC+2 | Eternedile Bologna | 54 – 47 (13-12, 27-22, 39-36) referto | De' Longhi Treviso | PalaDozza |

#### Scafati - Brescia
| Scafati 30 maggio 2016, ore 21:00 UTC+2 | Givova Scafati | 91 – 81 (22-23, 39-48, 71-62) referto | C. del Latte-Am. Nat. Brescia | PalaMangano |

| Scafati 1 giugno 2016, ore 21:00 UTC+2 | Givova Scafati | 77 – 72 (14-14, 36-28, 60-51) referto | C. del Latte-Am. Nat. Brescia | PalaMangano |

| Montichiari 4 giugno 2016, ore 20:45 UTC+2 | C. del Latte-Am. Nat. Brescia | 83 – 74 (d.1 t.s.) (16-19, 35-36, 50-54, 69-69) referto | Givova Scafati | PalaGeorge |

| Montichiari 6 giugno 2016, ore 20:45 UTC+2 | C. del Latte-Am. Nat. Brescia | 82 – 72 (18-12, 44-25, 65-51) referto | Givova Scafati | PalaGeorge |

| Scafati 9 giugno 2016, ore 21:00 UTC+2 | Givova Scafati | 69 – 74 (15-16, 30-36, 57-54) | C. del Latte-Am. Nat. Brescia | PalaMangano |

### Finale
La serie è al meglio delle 5 partite. L'ordine delle partite è: gara-1, gara-2 ed eventuale gara-5 in casa della meglio classificata; gara-3 ed eventuale gara-4 in casa della peggior classificata.

#### Brescia - Bologna
| Montichiari 12 giugno 2016, ore 18:00 UTC+2 | C. del Latte-Am. Nat. Brescia | 71 – 63 (18-21, 30-28, 54-50) referto | Eternedile Bologna | PalaGeorge |

| Montichiari 14 giugno 2016, ore 20:30 UTC+2 | C. del Latte-Am. Nat. Brescia | 76 – 58 (21-16, 37-32, 56-49) referto | Eternedile Bologna | PalaGeorge |

| Bologna 19 giugno 2016, ore 18:00 UTC+2 | Eternedile Bologna | 69 – 60 (21-17, 33-29, 47-40) referto | C. del Latte-Am. Nat. Brescia | PalaDozza |

| Bologna 21 giugno 2016, ore 20:30 UTC+2 | Eternedile Bologna | 94 – 70 (25-19, 56-43, 79-57) referto | C. del Latte-Am. Nat. Brescia | PalaDozza |

| Montichiari 24 giugno 2016, ore 20:30 UTC+2 | C. del Latte-Am. Nat. Brescia | 83 – 59 (25-13, 45-33, 64-43) referto | Eternedile Bologna | PalaGeorge |

## Statistiche regular season

### Statistiche individuali

#### Valutazione
|    | Giocatore      | Squadra         | Partite | Valutazione | Media |
| -- | -------------- | --------------- | ------- | ----------- | ----- |
| 1. | Marc Trasolini | Basket Agropoli | 29      | 758         | 26.1  |
| 2. | Kenny Lawson   | Recanati        | 30      | 746         | 24.9  |
| 3. | Nik Raivio     | Legnano Basket  | 30      | 679         | 22.6  |

Fonte:  Statistics, in legapallacanestro.com.

#### Punti
|    | Giocatore         | Squadra         | Partite | Punti | PPG  |
| -- | ----------------- | --------------- | ------- | ----- | ---- |
| 3. | Jazzmarr Ferguson | Pall. Biella    | 30      | 686   | 22.9 |
| 2. | Bryon Allen       | Pall. Roseto    | 28      | 649   | 23.2 |
| 3. | Marc Trasolini    | Basket Agropoli | 29      | 632   | 21.8 |

Fonte:  Statistics, in legapallacanestro.com.

#### Rimbalzi
|    | Giocatore     | Squadra         | Partite | Rimbalzi | RPG  |
| -- | ------------- | --------------- | ------- | -------- | ---- |
| 1. | Kenny Lawson  | Recanati        | 30      | 318      | 10.6 |
| 2. | Dane DiLiegro | Mens Sana Siena | 29      | 299      | 10.3 |
| 3. | Jordan Parks  | Pall. Trieste   | 30      | 279      | 9.3  |

Fonte:  Statistics, in legapallacanestro.com.

#### Assist
|    | Giocatore         | Squadra           | Partite | Assist | APG |
| -- | ----------------- | ----------------- | ------- | ------ | --- |
| 1. | Matteo Fantinelli | Universo Treviso  | 26      | 169    | 6.5 |
| 2. | Robert Fultz      | Casalpusterlengo  | 29      | 162    | 5.6 |
| 3. | Josh Mayo         | Viola R. Calabria | 29      | 152    | 5.2 |

Fonte:  Statistics, in legapallacanestro.com.

#### Altre statistiche
| Categoria        | Giocatore         | Squadra             | Partite | Media |
| ---------------- | ----------------- | ------------------- | ------- | ----- |
| Palle recuperate | Kelvin Martin     | Fortitudo Agrigento | 30      | 2.2   |
| Stoppate         | Taylor Smith      | Basket Ravenna      | 30      | 2.4   |
| Palle perse      | Terrence Roderick | Basket Agropoli     | 29      | 4.9   |
| Falli subiti     | Darryl Bryant     | Mens Sana Siena     | 30      | 6.2   |
| Minuti giocati   | Jazzmarr Ferguson | Pall. Biella        | 30      | 37:06 |
| % tiri liberi    | Alan Voskuil      | Virtus Roma         | 30      | 93.3% |
| % tiro da due    | Andrea Crosariol  | Viola R. Calabria   | 30      | 67.4% |
| % tiro da tre    | Darryl Jackson    | Casalpusterlengo    | 29      | 47.4% |

### Statistiche di squadra
| Categoria        | Squadra           | Media  |
| ---------------- | ----------------- | ------ |
| Valutazione      | Pall. Roseto      | 91.4   |
| Punti            | Pall. Roseto      | 84.7   |
| Punti subiti     | Olimpia Matera    | 87.3   |
| Rimbalzi         | Universo Treviso  | 37.9   |
| Assist           | Universo Treviso  | 18.6   |
| Palle recuperate | Fortitudo Bologna | 8.3    |
| Stoppate         | Viola R. Calabria | 3.7    |
| Palle perse      | Pall. Roseto      | 15.1   |
| % tiri liberi    | Pall. Biella      | 81.00% |
| % tiro da due    | Universo Treviso  | 43.00% |
| % tiro da tre    | Pall. Biella      | 29.00% |

Fonte:  Statistics, in legapallacanestro.com.

## Verdetti

### Squadra promossa
- Promossa in Serie A:  Centrale del Latte-Amica Natura Brescia (2º titolo)

| Maglia | Giocatori | Presenze (playoff) | Punti (playoff) |
| --- | --------- | ------------------ | --------------- |
| Basket Brescia Leonessa |           |                    |                 |
| Alessandro Cittadini | 30 (+20)  | 303 (+153)         |                 |
| Franko Bushati | 30 (+20)  | 211 (+181)         |                 |
| Marco Passera | 30 (+20)  | 128 (+94)          |                 |
| Damian Hollis | 29 (+20)  | 474 (+362)         |                 |
| Mirza Alibegović | 29 (+20)  | 325 (+216)         |                 |
| Juan Fernández | 28 (+20)  | 296 (+162)         |                 |
| Davide Bruttini | 28 (+20)  | 177 (+154)         |                 |
| Reggie Holmes | 24 (+0)   | 336 (+0)           |                 |
| Leonardo Totè | 24 (+14)  | 48 (+29)           |                 |
| David Moss | 4 (+20)   | 56 (+252)          |                 |
| Davide Speronello | 4 (+5)    | 3 (+0)             |                 |
| Allenatore: Andrea Diana |           |                    |                 |
| Altri giocatori: Joseph Mobio (presenze: 2+1, punti: 2+0), Gianmarco Dell'Aira (1+1, 0+0), Alessio Bolis (1+0, 0+0), Giacomo Piantoni (1+0, 0+0), Andrea Assoni (1+0, 0+0). |           |                    |                 |

### Altri verdetti
- Retrocessioni: Fulgor Omegna, Olimpia Basket Matera e Basket Barcellona
- Coppa Italia LNP: Scafati Basket